# Thuần tần Phụng thị
Phế Thuần tần Phụng thị (Hangul: 순빈 봉씨; Hanja: 廢純嬪 奉氏; 1414 – sau năm 1454) là Thế tử tần thứ hai của Triều Tiên Văn Tông. Bà bị phế do phát hiện có quan hệ đồng tính luyến ái với cung nữ Triệu Song (召雙).

## Tiểu sử
Phụng thị được phong làm Thuần tần (純嬪; 순빈) vào năm 1429, chỉ vài tháng sau khi người tiền nhiệm của bà là Huy tần Kim thị bị phế và trục xuất khỏi hoàng cung do liên quan đến việc sử dụng tà thuật.
Tuy nhiên, dường như Thế tử Lý Hướng không dành nhiều tình cảm cho bà, điều này khiến bà phiền muộn và tức giận. Có ghi chép cho rằng bà từng lấy y phục của Thế tử cùng một số trang phục nữ trong cung gửi về nhà mẹ đẻ, một hành vi bị coi là trái với nghi lễ cung đình.
Khi Lương đệ Quyền thị mang thai, Thuần tần được cho là đã than phiền với các cung nữ rằng bà sẽ bị thất sủng, và thường hay khóc lóc vì điều đó. Những lời than trách của bà nhanh chóng lan truyền trong nội cung, khiến Triều Tiên Thế Tông khiển trách bà rằng bà nên lấy làm vui mừng vì một người thiếp có thai trong khi bản thân mình vẫn chưa có tin mừng. Thế Tông cũng nghiêm khắc trách Thế tử rằng: "Thiếp của con mang thai, còn chính thất lại không", sau đó Thế tử mới chú tâm lui tới chỗ bà nhiều hơn.
Về sau, có tin rằng Thuần tần đã mang thai, nhưng không may bị sảy. Bà tự chôn xác hài nhi, song khi các gia nhân được sai đến để khai quật, họ chỉ tìm thấy tấm vải bọc, không có di thể nào bên trong.

## Bị phế
Theo ghi chép trong Thực lục năm 1436, Thế tử tần Thuần tần Phụng thị bị cáo buộc đã gửi phần thức ăn thừa từ các bữa ăn trong cung về nhà mẹ đẻ, lén nhìn ra ngoài cung thông qua một khe hở trên vách nhà xí của gia nhân và tiếp đón phu quân của cô ruột sau khi cha bà qua đời mà không báo trước cho Thế tử. Những hành động này bị triều đình coi là thiếu tinh thần trách nhiệm với lễ nghi và lợi ích chung.
Ngoài ra, bà còn bị buộc tội có quan hệ quá mức thân mật với Triệu Song (소쌍), một thị nữ đồng thời là người thuộc tầng lớp nô tỳ. Hai người được mô tả là không thể tách rời, và theo ghi chép, Triệu Song thường xuyên ngủ cùng chủ nhân của mình. Khi Thế tử Lý Hướng chất vấn vì sao thị nữ lại ngủ cùng mình, bà đáp: "Thiếp yêu chàng, nhưng chàng không yêu thiếp." Triệu Song sau đó khai trước triều đình rằng Thế tử tần từng mời nàng vào nằm cùng trong khi các thị nữ khác phải ngủ bên ngoài. Ban đầu Triệu Song từ chối, nhưng Thế tử tần khăng khăng yêu cầu, khiến nàng buộc phải cởi bỏ y phục và đi vào phía sau bình phong, nơi chủ nhân của nàng cũng đã cởi đồ và ép nàng nằm bên cạnh "như một người nam nhân giao hoan với nữ nhân". Thế tử tần sau đó còn thừa nhận trước triều đình rằng bà từng thân mật với Triệu Song ngày đêm, cũng như với một thị nữ khác tên là Đan Chi (단지), với lý do bà thường phải ngủ một mình.
Khi hay tin con dâu mình có quan hệ thân mật với một người thuộc tầng lớp nô tỳ, Triều Tiên Thế Tông đã triệu tập các đại thần để bàn bạc việc phế truất Thế tử tần. Sau khi được các đại thần đồng thuận, Thế tử tần bị giáng xuống làm thứ dân và bị đuổi khỏi hoàng cung. Tuy nhiên, chiếu chỉ phế truất không đề cập đến hành vi quan hệ với thị nữ, mà chỉ nhấn mạnh vào việc bà đã tự tiện gửi nhu yếu phẩm trong cung về nhà mẹ và đón khách mà không xin phép phu quân.
Sau năm 1454, Phế Thế tử tần Phụng thị bị lưu đày khỏi lãnh thổ Triều Tiên và kể từ đó không còn ghi chép nào về cuộc đời của bà. Triệu Song và Đan Chi đều bị xử tử.